# Park Maria Reiche
Der Park Maria Reiche ist eine Parkanlage in Miraflores, Lima, Peru, die der deutsch-peruanischen Archäologin Maria Reiche gewidmet ist.

## Lage
Entlang der Pazifikküste des Großraumes Lima von Peru reihen sich in den Distrikten Miraflores und Barranco mehrere Parkanlagen aneinander. Der öffentliche Park Maria Reiche befindet sich im nordwestlichen Teil des Stadtteils Miraflores und liegt am Malecón de la Marina auf einer Ebene oberhalb der Klippen zum Meer hin. Von einer zum Park gehörenden Aussichtsplattform aus sieht man die Pazifikküste des Circuito de Playas de la Costa Verde.

## Nachbildung von Nazca-Linien
Der 1996 eröffnete Park ist nicht nur der deutsch-peruanischen Archäologin Maria Reiche Neumann gewidmet, sondern weist mehrere nachgebildete Figuren der geheimnisvollen Nazca-Linien auf, welche Reiche über viele Jahre erforscht hat. Zu den mittels Pflanzen und Blumen nachgebildeten Nazca-Linien zählen die Figuren der Affe, die Katze, die Hände, der Kolibri und die Blume. Sie werden nachts mittels Ketten weißer Leuchtdioden entlang der Linien mit einer Gesamtlänge von 1500 Metern beleuchtet. Am besten sind die Figuren von der etwas erhöhten, benachbarten Straße zu sehen. Auf einer Gedenktafel ist ein charakteristischer Text von Maria Reiche zu lesen.

Nachbildungen Nazca-Linien
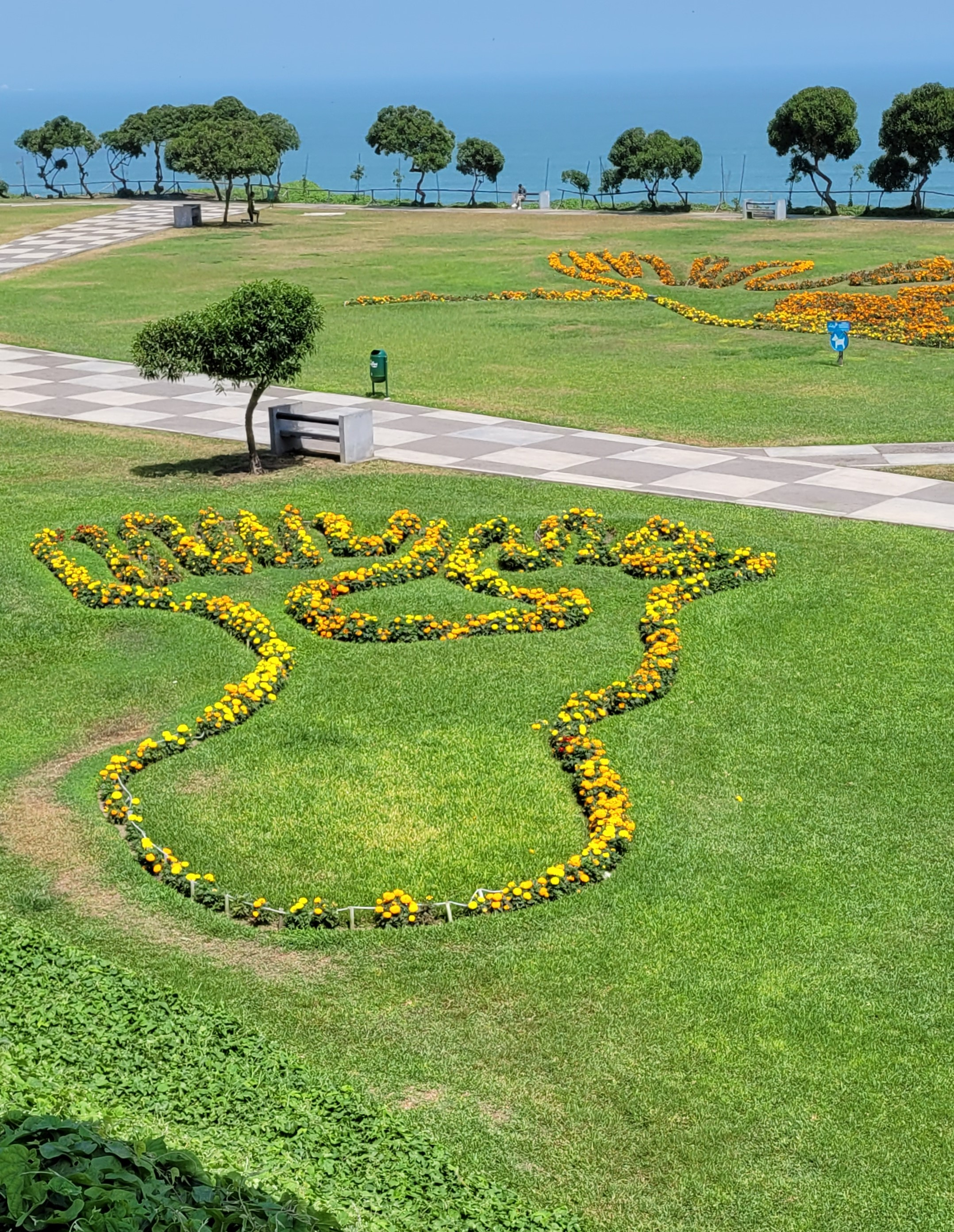
„Die Hände“
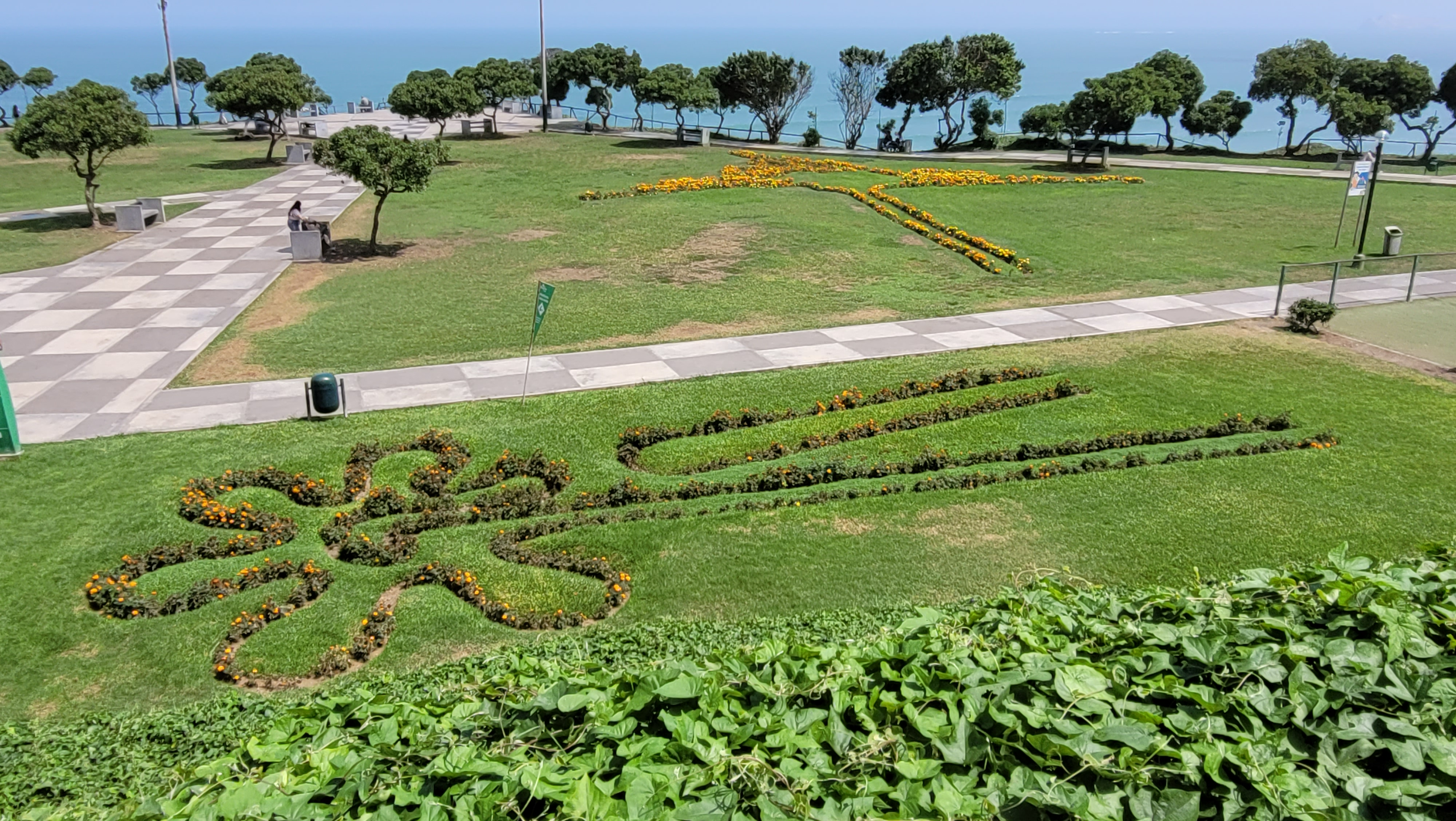
„Die Blume“
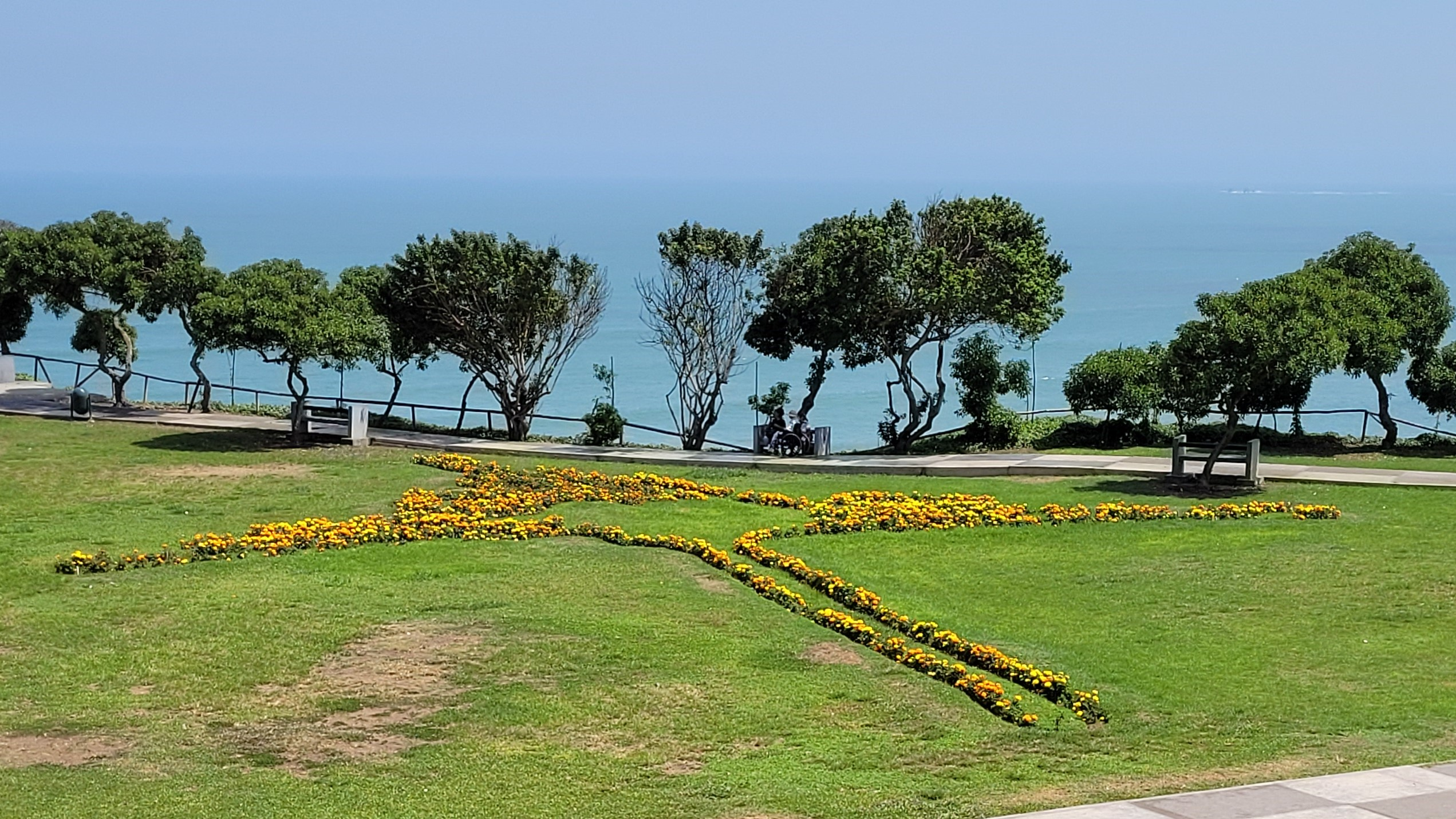
„Der Kolibri“
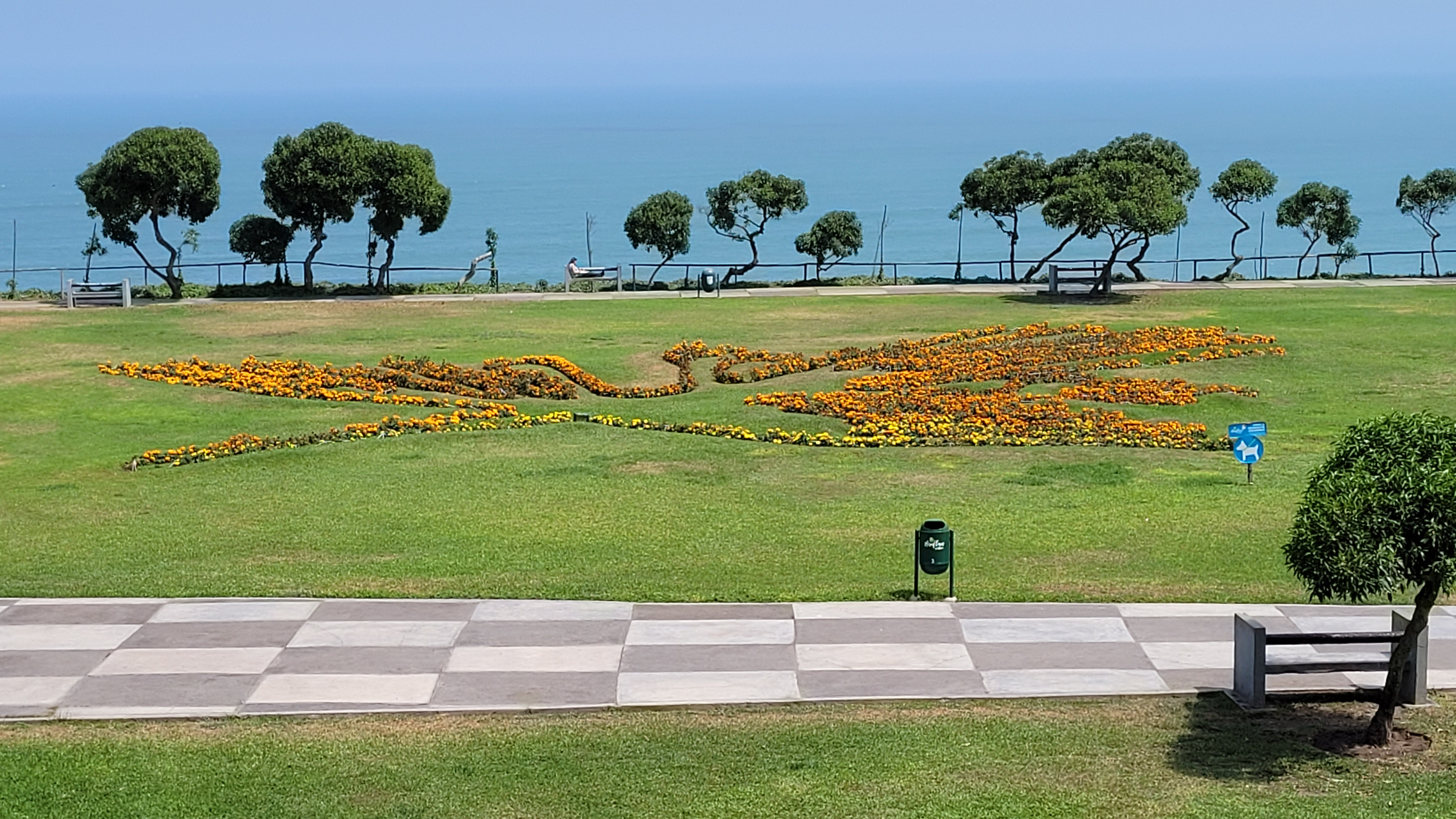
„Der Condor“